# 小西庄站
小西庄站是京原铁路上的一个铁路车站，该站位于中国河北省保定市涞源县涞源镇小西庄村北1公里，建于1971年。现为中国铁路北京局集团有限公司北京西车务段管理的一座四等站，车站仅保留会让及乘降功能，有1对旅客列车停靠。
客运仅办理旅客乘降、行李及包裹托运，不办理货物发送、到达。

## 邻近车站
小西庄站在京原铁路上行距涞源站10Km，下行距艾河站9Km。在京原-丰沙-永丰铁路上行距北京站214Km，在京原铁路下行距原平站224Km。